# تشارلز س. هارتمان
تشارلز س. هارتمان (بالإنجليزية: Charles C. Hartmann)‏ هو مهندس معماري أمريكي، ولد في 1889، وتوفي في 1977.